# Bågnäbbad spjärnnäbb
Bågnäbbad spjärnnäbb (Aidemedia zanclops) är en förhistorisk utdöd fågel i familjen finkar inom ordningen tättingar. Den var tidigare endemisk för Hawaiiöarna. 

## Tidigare förekomst och utdöende
Bågnäbbad spjärnnäbb är endast känd från benlämningar funna i utgrävningar. Den förekom liksom oahuspjärnnäbben på ön Oahu och försvann liksom alla spjärnnäbbar efter att polynesierna kom till ögruppen men före européernas ankomst. Orsaken är sannolikt habitatförstörelse och införseln av invasiva arter.

## Kännetecken
Spjärnnäbbarna hade robusta, långa, raka eller böjda näbbar. De födosökte troligen på samma sätt som starar genom att stoppa ner näbben i marken och sedan med starka käkmuskler bända upp näbben för att komma åt födan.
Näbben hos den bågnäbbade spjärnnäbben var lång, smal och böjd, dock i mindre utsträckning än hos akialoerna i Akialoa. James & Olson (1991) lägger fram möjligheten att den bågnäbbade spjärnnäbben och oahuspjärnnäbben skulle kunna vara samma art och att skillnaden i näbbens utseende är att det rör sig om skillnader mellan könen. De jämför med den utdöda nyzeeländska fågelarten huia (Heteralocha acutirostris) där honan och hanen har avsevärt olika form på sina näbbar. Om detta stämmer skulle det vara unikt bland hawaiifinkarna.

## Familjetillhörighet
Arten tillhör en grupp med fåglar som kallas hawaiifinkar. Länge behandlades de som en egen familj. Genetiska studier visar dock att de trots ibland mycket avvikande utseende är en del av familjen finkar, närmast släkt med rosenfinkarna. Arternas ibland avvikande morfologi är en anpassning till olika ekologiska nischer i Hawaiiöarna, där andra småfåglar i stort sett saknas helt.